# آنتونیو تراسوراس
آنتونیو تراسوراس (اسپانیایی: Antonio Trashorras‎؛ زادهٔ ۲۲ سپتامبر ۱۹۶۹) فیلم‌نامه‌نویس، و کارگردان فیلم اهل اسپانیا است.
از فیلم‌ها یا مجموعه‌های تلویزیونی که وی در آن‌ها نقش داشته‌است، می‌توان به ستون فقرات شیطان اشاره نمود.